# 2013 BK78
2013 BK78, também escrito como 2013 BK78, é um corpo celeste que é classificado como um centauro, numa classificação estendida de centauros. O mesmo possui uma magnitude absoluta de 12,5 e tem um diâmetro com cerca de 14 km.

## Descoberta
2013 BK78 foi descoberto no dia 17 de janeiro de 2013 através do Pan-STARRS 1.

## Órbita
A órbita de 2013 BK78 tem uma excentricidade de 0,792 e possui um semieixo maior de 39,740 UA. O seu periélio leva o mesmo a uma distância de 8,246 UA em relação ao Sol e seu afélio a 71,233 UA.